# Exploratorii Soarelui
Exploratorii Soarelui (1980) (titlu original Sundiver) este un roman science fiction scris de David Brin. Este prima carte din trilogia Elitelor și a fost urmată în 1983 de romanul câștigător al premiilor Hugo și Nebula Maree stelară.

## Intriga
Jacob Demwa se reface după tragedia în care a salvat de la distrugere liftul spațial, dar și-a pierdut soția. El este contactat de un prieten extraterestru, Kantenul Fagin, care îl invită să se alăture unui proiect dedicat explorării cromosferei Soarelui. Acolo ar fi fost detectați niște „Strigoi” a căror existență nu este menționată nicăieri în bibliotecă galactică.
Demwa călătorește pe Mercur, de unde pornește expediția pentru explorarea Soarelui, din care mai fac parte: comandantul Helene deSilva, Fagin, reprezentantul bibliotecii Pil Bubbacub, asistentul acestuia Pringul Culla, conducătorul proiectului dr. Dwayne Kepler, psihiatrul Mildred Martine și exuberantul jurnalist Peter LaRoque.
Strigoii solari întâlniți în cromosferă apar sub trei forme: „toroizi” magnetovori care amintesc de cirezile de vite de pe Pământ, ființe fluide și aparent inteligente, precum și o figură antropomorfică ostilă. Când un neo-cimpanzeu este ucis în misiunea sa solară, investigația care urmează descoperă că între membrii misiunii se află un sabotor, în persoana jurnalistului LaRoque. Acesta este arestat, iar expediția continuă.
O nouă întâlnire cu „strigoii” îi permite lui Pil Bubbacub să ia contact cu ei și să afle că aceștia nu doresc niciun contact cu oamenii sau cu rasele extraterestre. Investigațiile ulterioare ale lui Demwa demonstrează că Bubbacub a mințit pentru a proteja biblioteca galactică de rușinea de a nu conține nicio referință la această rasă. În afara faptului că nu a purtat o discuție reală cu „Strigoii” solari, el a înscenat incidentul în care a fost acuzat LaRoque, abătând astfel în altă parte atenția membrilor expediției.
În lumina dezvăluirilor făcute de Demwa, se organizează o nouă expediție către Soare, pentru a se afla care dintre informațiile culese în precedenta misiune au fost reale și care măsluite. Noul contact, aparent pașnic, este întrerupt de una dintre ființele ostile din cromosfera solară, care le cere să plece. Demwa descoperă că fostul asistent lui Bubbacub, Culla, folosește un laser cu care proiectează forma antropomorfică ostilă, aceasta nefiind decât un fals. Văzând că a fost desconspirat, Culla sabotează nava și comunicațiile acesteia, astfel încât niciun detaliu al sabotajului său să nu poată ajunge la oamenii din sistemul solar. Acțiunea sa este continuarea celei prin care dorise să-l discrediteze pe Bubbacub, pentru ca rasa Pring să scape de sub tutela rasei Pil.
Demwa îl anihilează pe Culla, iar Helene folosește un truc tehnic pentru a evada din cromosfera solară. Cei doi rămân împreună, iar rasa umană ajunge într-o poziție delicată în fața raselor extraterestre ca urmare a descoperirilor făcute și a desconspirării faptelor a două rase evoluate.

### Capitolele cărții
| Partea I - 1 - Dintr-o Balenă-Visătoare - 2 - Robe și piei - 3 - Imagine mentală Partea a II-a - 4 - Imagine virtuală - 5 - Refracție - 6 - Încetinire și difracție Partea a III-a - 7 - Amestec - 8 - Reflexie - 9 - Amintiri despre Marele Alca Partea a IV-a - 10 - Căldură | - 11 - Turbulență - 12 - Gravitate - 13 - Sub Soare Partea a V-a - 14 - Cel mai adânc ocean - 15 - Despre viață și moarte... - 16 - ...și strigoi Partea a VI-a - 17 - Umbră - 18 - Concentrare - 19 - În salon - 20 - Medicină modernă Partea a VII-a - 21 - Déjà pensé | - 22 - Delegație Partea a VIII-a - 23 - O stare de surescitare - 24 - Emisie spontabă - 25 - În capcabă Partea a IX-a - 26 - În tunel - 27 - Excitație - 28 - Emisie stimulată - 29 - Absorbție Partea a X-a - 30 - Opacitate - 31 - Propagare |

## Lista personajelor
- Jacob Alvarez Demwa - salvator al unui lift spațial terestru (incident în care și-a pierdut soția) implicat în proiectul de ridicare a delfinilor la stadiul de rasă inteligentă, este invitat să se alăture proiectului Exploratorii Soarelui și descâlcește ițele încurcate din spatele afacerii
- Fagin - extraterestru Kanten, prieten cu Jacob și unul dintre susținătorii drepturilor rasei umane; el îl atrage pe Jacob în proiectul Exploratorii Soarelui și îl ajută să-și ducă la bun sfârșit acțiunea de oprire a sabotorilor
- Pierre LaRoque - jurnalist, adept al teoriei lui Erich von Däniken privind originea pământenilor; până la implicarea lui Jacob, asupra sa planează bănuiala că ar fi sabotat proiectul Exploratorii Soarelui
- Bubbacub - extraterestru din rasa Pila, directorul bibliotecii locale din La Paz, filială a Institutului Bibliotecii Galactice; sabotează proiectul Exploratorii Soarelui pentru a nu fi compromis prestigiul bibliotecii
- Dr. Dwayne Kepler - membru al expediției Exploratorii Soarelui
- Dr. Mildred Martine - reprezentantă a Catedrei de Parapsihologie a Universității La Paz; este prima ființă umană care reușește să ia legătura cu „Strigoii” din cromosfera solară
- Culla - extraterestru Pring, asistent al lui Bubbacub, pe care încearcă să-l compromită pentru ca rasa Pring să scape de sub tutela rasei Pil
- Helene deSilva - comandant al Confederației pe Mercur, subofițer pe o navă interstelară; călătoriile prin spațiu o fac să rămână mult mai tânără decât cei de pe Pământ datorită efectelor relativiste
- Dr. Jeffrey - reprezentant al Cimpanzeilor în proiectul Exploratorii Soarelui; este ucis într-un incident orchestrat de Bubbacub, dar care este pus în cârca lui LaRoque
- Donaldson - inginer-șef care-l ajută pe Jacob să-l demaște pe Bubbacub

## Tehnologie
Pentru a scăpa cu viață din cromosfera Soarelui după ce tehnologia galactică a fost sabotată, echipajul folosește un laser refrigerator pe post de pompă de căldură pentru a îndepărta din navă căldura solară. Tehnica este folosită din nou în romanul Heaven's Reach.

## Opinii critice
Locus consideră romanul „o lectură extrem de provocatoare, în care cititorii găsesc totul, de la acțiune care te ține cu sufletul la gură la secvențe rafinate, de o liniștită intimitate”, în timp ce Amazon.com atrage atenția că „'Exploratorii Soarelui' reprezintă un prim exemplu de cât de bune pot fi cărțile lui Brin”.
Acesta este primul roman din Universul Elitelor, despre care The Encyclopedia of Science Fiction declară că „sunt o lectură obligatorie” iar Science Fiction Times o apreciază ca „o serie minunată”. Continuările sale au fost recompensate cu premii importante, cum ar fi Hugo, Nebula și Locus, ceea ce a făcut ca, prin  comparație, să-i scoată la lumină anumite neajunsuri specifice unui roman de debut.